# Georgi Markov
Georgi Markov (født 1. marts 1929, død 11. september 1978) var en bulgarsk disident, der i 1978 blev myrdet med ricin i det såkaldte paraplymord.
I mordsagen blev den danske statsborger Francesco Gullino afhørt af Politiets Efterretningstjeneste.